# Kontopfändung
Kontopfändung ist im deutschen Recht die Beschlagnahme eines Bankkontos des Schuldners (Kontoinhabers) im Rahmen der Zwangsvollstreckung durch einen gerichtlich erwirkten Pfändungsbeschluss nach § 829 ZPO (meistens in Verbindung mit einem Überweisungsbeschluss nach § 835 ZPO), der einem Kreditinstitut (Bank oder Sparkasse) als Drittschuldnerin und dem Schuldner zugestellt werden muss. Insbesondere können Girokonten, aber auch Bankguthaben in Form von Spar- und Termineinlagen Gegenstand einer Kontopfändung sein.

## Rechtsgrundlagen
Die Kontopfändung ist eine Unterart der Zwangsvollstreckung in Forderungen und sonstige Vermögensrechte, die in den §§ 828 ff. ZPO abschließend geregelt ist. Soweit Konten bei Kreditinstituten pfändbare Teile aufweisen, können diese gepfändet werden durch
- einen Pfändungs- und Überweisungsbeschluss (abgekürzt: PfÜB) gem. § 829 ZPO. Mit der Zustellung des PfÜB an die Bank wird die Kontopfändung rechtswirksam; oder
- behördliche Pfändungs- und Einziehungsverfügung (§ 281, § 282, § 309, § 314, § 315 AO). Mit der Zustellung der Einziehungsverfügung an die Bank wird die Pfändung bewirkt (§ 309 Abs. 2 AO).

Für beide Formen gelten Beschränkungen und Verbote, die nach den §§ 850 bis § 852 der ZPO (gemäß § 319 AO oder § 5 VwVfG) und anderen gesetzlichen Bestimmungen für die Pfändung von Forderungen und Ansprüchen bestehen.

### Kontopfändungsschutz
Das Gesetz zur Reform des Kontopfändungsschutzes vom 7. Juli 2009 ist am 1. Juli 2010 in Kraft getreten und hat den bisher nachgelagerten Kontopfändungsschutz grundlegend neu geregelt.
Unter Einbeziehung der Ergebnisse des Schlussberichts vom 1. Februar 2016 über die „Evaluierung des Gesetzes zur Reform des Kontopfändungsschutzes“ sind die Regelungen über das P-Konto 2020 geändert worden. Mit dem Pfändungsschutzkonto-Fortentwicklungsgesetz (PKoFOG) vom 22. November 2020 (BGBl. I S. 2466), das weitgehend am 1. Dezember 2021 in Kraft trat, werden zahlreiche Änderungen eingeführt; tatsächlich wird aus einem einzigen Paragraphen (§ 850k ZPO a.F.) ein komplexes neues Regelwerk, bestehend aus sieben zum Teil umfangreich geänderten Paragraphen und einem ganz neuen Abschnitt 4 im 8. Buch der ZPO mit allein 12 neuen Paragraphen §§ 800–910 ZPO.

## Auskunftspflicht der Kreditinstitute
Nach § 840 Abs. 1 ZPO sind Drittschuldner – bei Kontopfändungen also die kontoführende Bank oder Sparkasse – innerhalb von zwei Wochen nach Zustellung der Kontopfändung verpflichtet, dem Gläubiger folgende Auskünfte (Drittschuldnererklärung) zu erteilen:
1. ob und inwieweit sie die Forderung als begründet anerkennen und Zahlung zu leisten bereit sind,
2. ob und welche Ansprüche andere Personen an die Forderung machen,
3. ob und wegen welcher Ansprüche die Forderung bereits für andere Gläubiger gepfändet ist,
4. ob innerhalb der letzten zwölf Monate im Hinblick auf das Konto, dessen Guthaben gepfändet worden ist, eine Pfändung nach § 833a Abs. 2 aufgehoben oder die Unpfändbarkeit des Guthabens angeordnet worden ist (Fassung bis 31. Dezember 2011), und
5. ob es sich bei dem Konto, dessen Guthaben gepfändet worden ist, um ein Pfändungsschutzkonto im Sinne von § 850k Abs. 7 handelt.

Weitergehende Informationen wären zwar für den pfändenden Gläubiger wünschenswert, jedoch werden solche Wünsche vom Zwangsvollstreckungsrecht und dem Vollstreckungstitel nicht gedeckt (§ 851 Abs. 1 ZPO i. V. m. § 613 Satz 2 BGB). Insbesondere sind Angaben zur Höhe des aktuellen Kontostands im Hinblick auf das auch bei Kontopfändungen weiterhin zu beachtende Bankgeheimnis unzulässig.

### Pfändung des Auszahlungsanspruchs
Durch die Pfändung des Anspruchs auf das Tagesguthaben wird das Kontokorrentverhältnis weder abgeändert noch beendet. Zahlungen an den Gläubiger werden vielmehr als kontokorrentgebundene Leistungen der Bank genauso in das Kontokorrent eingestellt wie Barabhebungen oder sonstige Verfügungen des Schuldners über das Guthaben. Erst mit der Gutschrift kann der Kontoinhaber gegen die Bank einen Anspruch auf Zahlung eines Geldbetrages erlangen.

### Zukünftige Salden
Die Pfändungsverfügung darf vorsehen, dass die sich bei Rechnungsabschlüssen im Zeitpunkt der Pfändung und in Zukunft ergebenden Saldoforderungen des Kontoinhabers gepfändet werden. Eine zusätzliche Pfändung auch des künftigen Saldos ist mithin unumstritten zulässig. In aller Regel werden PfÜB auf zukünftige Salden lauten, um die Pfändbarkeit künftiger Kontoguthaben nutzen zu können und nicht mit einer bloßen Pfändung des Tagessaldos auf ein debitorisches Konto zu treffen.

## Pfändung in Kreditlinien
Die Pfändung der Ansprüche auf Durchführung von Überweisungen an Dritte kann nur dann rechtliche Bedeutung erlangen, wenn für die Überweisungsaufträge eine Deckungsgrundlage, sei es in Form eines Guthabens oder eines Kredites, vorhanden ist. Hierbei ist zu unterscheiden zwischen lediglich geduldeten Überziehungskrediten und ausdrücklich vereinbarten Dispositionskrediten.

### Unpfändbarkeit des geduldeten Überziehungskredits
Die bloße Duldung einer Kontoüberziehung – wie sie etwa in Nr. 18 AGB Sparkassen erwähnt wird – gibt dem Kunden gegen die Bank keinen pfändbaren Anspruch auf Kredit. Unter einer geduldeten Überziehung sind Inanspruchnahmen des Kontos zu verstehen, „die nicht durch ein Guthaben oder einen eingeräumten Kreditrahmen gedeckt sind“. Eine Kontopfändung geht bei debitorischen Konten mithin ins Leere, wenn es sich um geduldete Überziehungen handelt. Der Anspruch ist daher nicht pfändbar, wenn die Überziehung von der Bank nur stillschweigend hingenommen wird. Bei der ungenehmigten Kontoüberziehung besteht mithin vor der im Belieben der Bank stehenden Durchführung der Zahlungsanweisung – die zugleich die konkludente Annahme des Kundenangebots auf Abschluss des Darlehensvertrages darstellt – kein Anspruch auf den Kredit, sondern nur eine Chance, dass die Bank die Überziehung duldet.

### Pfändbarkeit des Dispositionskredits („offene Kreditlinie“)
Der Kontoinhaber erhält beim Dispositionskredit entweder lediglich ein Schreiben, in dem die Krediteinräumung einseitig mitgeteilt wird, oder es erscheint eine einfache Mitteilung auf dem Kontoauszug, dass ab sofort ein Dispokredit genutzt werden kann. Rechtlich gesehen handelt es sich hierbei um eine „einseitige Willenserklärung“ der Bank. Bei einem derartigen Dispositionskredit geht der Auszahlungshandlung der Bank stets der Abruf durch den Kunden voraus, mit dem die einseitige Willenserklärung angenommen und damit der Anspruch auf Auszahlung begründet wird. Hier besteht – möglicherweise nur für kurze Zeit – ein Darlehensanspruch von Rechts wegen und die Pfändung, die mit dem Abruf als vorgenommen gilt, wird wirksam.
- Pfändbarkeit vor Abruf durch den Kunden: Erst wenn der Kunde die ihm im Rahmen einer vereinbarten offenen Kreditlinie bereitgestellten Geldmittel abruft (also durch Barabhebung oder Überweisung darüber verfügt), greift die Pfändung. Verfügt der Kunde jedoch nicht, greift auch die Pfändung nicht.[12]
- Pfändbarkeit nach Abruf durch den Kunden: Die Ansprüche des Bankkunden gegen das Kreditinstitut aus einem vereinbarten Dispositionskredit („offene Kreditlinie“) sind, soweit der Kunde den Kredit in Anspruch nimmt, grundsätzlich pfändbar.[13] Der Anspruch auf Auszahlung eines zugesagten Darlehens ist grundsätzlich abtretbar und damit auch pfändbar.[14] Eine Pflicht des Kreditinstituts zur Auszahlung besteht, sobald und soweit der Kontoinhaber durch eine entsprechende Verfügung (etwa Verlangen nach Barauszahlung, Ausstellung eines Überweisungsauftrags) in Höhe eines bestimmten Geldbetrages die Kreditzusage in Anspruch nimmt. Wer seinen Zahlungsverkehr ausschließlich mit Hilfe von Kredit abwickelt, muss es sich gefallen lassen, die ihm auf diese Weise zur Verfügung stehenden Geldmittel erst dann weiter nutzen zu können, nachdem er daraus den pfändenden Gläubiger befriedigt hat.

## Auszahlungssperre
Bei einem Kreditinstitut gepfändete Guthaben einer natürlichen Person dürfen erst einen Monat nach Zustellung (§ 835 Abs. 3 Satz 2 ZPO, 1. Juli 2010) des Überweisungsbeschlusses an den Drittschuldner zu Gunsten des Gläubigers vom Institut geleistet werden, damit der Schuldner gegebenenfalls noch rechtzeitig die gerichtliche Freigabe von unpfändbaren Lohneingängen beantragen kann (sog. Leistungssperre). Innerhalb dieser Frist dürfen Kreditinstitute an den Pfändungsgläubiger nicht auszahlen – es sei denn, der Pfändungsschuldner erteilt diesbezüglich einen ausdrücklichen Auftrag, wie z. B. um die Pfändung zu beenden.

## Arbeitseinkommen
Das Arbeitseinkommen des Kontoinhabers unterliegt zur Sicherung des Existenzminimums nach § 850c ZPO bis zu einem bestimmten Betrag einem Pfändungsschutz.
Mit der Gutschrift des Arbeitseinkommens auf dem Girokonto bei einem Kreditinstitut erlischt der Lohn- und Gehaltsanspruch gemäß § 362 Abs. 1 BGB durch Erfüllung und mit ihm ein bis zu diesem Zeitpunkt bestehender Pfändungsschutz gemäß den §§ 850 ff. ZPO. Gegen die Bank ist mit der Kontogutschrift ein neuer, auf einem selbständigen Rechtsgrund beruhender Auszahlungsanspruch nach § 675f ff. BGB entstanden, dessen Pfändungsschutz in § 850k ZPO eigenständig geregelt ist. Danach wirkt § 850k ZPO im Rechtsverhältnis zwischen Kreditinstitut und Kunden nicht. § 850k ZPO hindert die kontoführende Bank bei debitorischen Konten (= Konten mit Sollsaldo) nicht an der kontokorrentmäßigen Verrechnung des auf das Girokonto ihres Kunden überwiesenen pfändungsfreien Arbeitseinkommens. Anders als die (nur) bis zum 31. Dezember 2011 für Sozialleistungen geltende Vorschrift des § 55 Abs. 1 Satz 1 SGB I ordnet § 850k Abs. 1 ZPO keine gesetzliche Unpfändbarkeit des Arbeitseinkommens an.
§ 850k ZPO gewährte einen Schutz nur gegen eine „Pfändung des Guthabens“. Pfändungsschutz hinsichtlich des überwiesenen Arbeitseinkommens konnte der Kontoinhaber nur dadurch erreichen, dass er beim Vollstreckungsgericht die Aufhebung der Pfändung bis zur Höhe des pfändungsfreien Betrages beantragt. Damit beschränkte sich § 850k Abs. 1 ZPO im Gegensatz zu § 55 Abs. 1 Satz 1 SGB I darauf, dem Schuldner Kontenschutz gegen Vollstreckungszugriffe seines Gläubigers durch Herbeiführung einer Entscheidung des Vollstreckungsgerichts zu ermöglichen.
Seit 1. Januar 2012 gibt es Pfändungsschutz nur noch bei einem Pfändungsschutzkonto (P-Konto). Woher das Guthaben auf dem P-Konto stammt, spielt seitdem keine Rolle mehr. Es ist daher gleichgültig, ob das Guthaben auf dem P-Konto auf Einkünfte aus einer selbständigen Tätigkeit, einer Angestelltentätigkeit oder auf Sozialleistungen zurückzuführen ist.

## Sozialleistungen
Während beim Arbeitseinkommen ein betraglich begrenzter Pfändungsschutz auf Antrag gewährt wurde, waren Sozialleistungen unpfändbar (beide Regelungen aber nur bis 31. Dezember 2011 gültig). Dieser besondere Kontenschutz galt ausschließlich für Sozialleistungen mit Lohnersatzfunktion. Zu den von § 55 Abs. 1 Satz 1 SGB I erfassten Sozialleistungen gehörten insbesondere Krankengeld, Grundsicherung, Arbeitslosengeld, Arbeitslosengeld II, Bafög, Rente, Wohngeld, Erziehungsgeld und Pflegegeld.
Eine Gutschrift auf das Konto des (Leistungs-)Berechtigten (§ 55 Abs. 1 Satz 1 SGB I bzw. § 76a Abs. 1 Satz 1 EStG), die auf einer solchen Leistung beruht hatte, wurde für die ersten 14 Tage seit ihrer Gutschrift nicht von einer Pfändung erfasst, sodass der Schuldner trotz Kontenpfändung darüber verfügen durfte.
Die Unpfändbarkeit gemäß § 55 Abs. 1 SGB I führte zum Aufrechnungsverbot (§ 394 BGB), so dass Kreditinstitute eingehende Sozialleistungen nicht mit eigenen Forderungen verrechnen durften, soweit diese einer Pfändung nicht unterworfen waren, d. h. wurden Sozialleistungen auf ein im Soll geführtes Konto überwiesen, war für die Dauer von 14 Tagen (seit dem 1. Juli 2010; zuvor: 7 Tage) eine Verrechnung mit dem Soll-/Debetsaldo unzulässig (aber nur bis 31. Dezember 2011 gültig).
Der Bundesgerichtshof hatte im Urteil vom 20. Dezember 2006 (AZ VII ZB 56/06) die Rechte von Sozialleistungsbeziehern gestärkt, denen eine Kontopfändung droht. Empfänger von Sozialleistungen räumte der BGH damit die gleichen Rechte wie Beziehern von Arbeitseinkommen ein. In analoger Anwendung von § 850k ZPO in der bis zum 30. Juni 2010 geltenden Fassung konnten die Betroffenen beim Vollstreckungsgericht einen Antrag stellen, dass von vornherein und mit Wirkung für die gesamte Dauer der Pfändung die jeweils durch die wiederkehrenden Zahlungen auf das Konto gelangenden Beträge im Umfang der Pfändungsfreigrenzen von der Pfändung freigestellt wurden. Im Gegensatz zu der bis dahin geltenden Regelung brauchte der Schuldner nicht nach Ablauf der Sieben-Tages-Frist jeden Monat aufs Neue gegen eine Kontopfändung „Erinnerung“ einlegen. Ein einmaliger Antrag genügt.
Der § 55 SGB I ist seit 1. Januar 2012 weggefallen. Es ist daher beispielsweise egal, ob das Guthaben auf dem P-Konto auf Einkünfte aus einer selbständigen Tätigkeit, einer Angestelltentätigkeit oder auf Sozialleistungen zurückzuführen ist.
Einen Verrechnungsschutz für überzogene P-Konten, die im Minus (Dispo) geführt werden, gibt es nur für Sozialleistungen. Innerhalb von 14 Tagen muss das Kreditinstitut das Geld zur Verfügung stellen und darf lediglich die Kontoführungsgebühren einbehalten. Für alle anderen Geldeingänge gibt es bei einem überzogenen P-Konto keinen gesetzlichen Schutz vor Verrechnung.

## Verfügungssperre
Eine Kontopfändungsmaßnahme kann sich als allgemeine „Verfügungssperre“ auswirken, sei es, dass der Kontoinhaber nunmehr von Verfügungen absieht, sei es, dass die Bank die Pfändung zum Anlass nimmt, den Kredit zu kündigen. Wenn der Kontoinhaber bei noch freien, vertraglich vereinbarten Kreditlinien wegen der bestehenden Kontopfändung keine Verfügungen mehr über debitorische Konten vornimmt, geht die Pfändung jedenfalls so lange ins Leere, wie keine Gutschriften eingehen, die das Kreditinstitut im Saldo verrechnen darf. Eine Kontopfändung ist als Zwangsvollstreckungsmaßnahme in den AGB bei den Kreditkündigungsgründen ausdrücklich erwähnt. Eine pfändungsbedingte Kreditkündigung führt dazu, dass das Institut den bestehenden Sollsaldo zur sofortigen Rückzahlung fällig stellt und etwaige Geldeingänge – auch soweit diese eigentlich unpfändbar sind – mit dem Sollsaldo verrechnet. Eine Kontoschließung droht, wenn ein Konto durch Kontopfändungen dauerhaft blockiert ist und somit eine weitere Kontoführung durch das Institut unzumutbar wird.

## Grenzüberschreitende Kontopfändung
Da im Zwangsvollstreckungsrecht mit dem Territorialitätsprinzip einem grenzüberschreitenden Vollstreckungszugriff auf ein im Ausland gelegenes Schuldnerkonto naturgemäß Grenzen gesetzt sind, kommt im Grundsatz nur der Erlass eines inländischen Titels und die Vollstreckung am Ort der Kontoführung in Betracht. Eine Ausnahme hiervon macht in den Mitgliedstaaten der EU, mit Ausnahme von Dänemark und dem Vereinigten Königreich, seit dem 18. Januar 2017 die Verordnung (EU) Nr. 655/2014, die Europäische Kontenpfändungsverordnung (EuKPfVO): Mit der EuKPfVO wird erstmals ein System grenzüberschreitenden Vollstreckungszugriff im Europäischen Justizraum etabliert, das es einem Gläubiger ermöglicht, durch Zustellung eines im Inland erlassenen Beschlusses der vorläufigen Kontenpfändung unmittelbar – d. h. ohne Gestattung durch den Staat der Kontoführung – die Pfändung des Schuldnerkontos zu erreichen. Die deutschen Ausführungsvorschriften finden sich in den §§ 946 ff. ZPO.
Erreicht werden kann mit der EuKPfVO allerdings nur eine vorläufige Pfändung des Schuldnerkontos zur Sicherung einer anschließenden Vollstreckung, eine Befriedigungsmöglichkeit wird nicht ermöglicht (Art. 1 Abs. 1 EuKPfVO). Sind dem Gläubiger die für eine Antrag auf Erlass eines Beschlusses der vorläufigen Kontenpfändung erforderlichen Angaben zum Konto des Schuldners nicht bekannt, so kann er gemäß Art. 14 EuKPfVO einen Antrag auf Einholung von Kontoinformationen stellen. Die Möglichkeit besteht nur flankierend und unselbständig zu einem Antrag auf Erlass eines Pfändungsbeschlusses, womit der Gefahr der Ausforschung des Schuldners vorgebeugt werden soll (vgl. Erwägungsgründe Nr. 20 u. 21 EuKPfVO).

## Pfändungsschutz

### Ruhendstellung
Gläubiger und Schuldner können im Rahmen der Zwangsvollstreckung eine Ratenzahlungsvereinbarung schließen, in der sich der Gläubiger gegenüber dem Schuldner verpflichtet, die Kontopfändung einstweilen auszusetzen, so dass der Schuldner vorläufig bis zu einem vom Gläubiger erklärten Widerruf oder der Zustellung einer anderweitigen Pfändung eines nachrangigen Gläubigers über die gepfändete verfügen kann (sog. Ruhendstellung der Kontopfändung). Die Bank ist nur dann zur Mitwirkung verpflichtet und hat bei einem Widerruf des Gläubigers oder einer Pfändung durch einen nachrangigen Gläubiger die Auszahlung des Kontoguthabens an den Schuldner einzustellen, wenn sie der vollstreckungsbeschränkenden Vereinbarung zugestimmt hat. Seit es das Pfändungsschutzkonto gibt, stimmen Banken der Ruhendstellung jedoch kaum noch zu.

### Pfändungsschutzkonto (P-Konto)
Der Gläubiger kann eine beantragte Vollstreckungsmaßnahme inhaltlich beschränken oder zurücknehmen, die Aufhebung einer Vollstreckungsmaßnahme oder die einstweilige Einstellung der Zwangsvollstreckung ganz oder teilweise bewilligen oder auf die durch eine bewirkte Pfändung erlangten Rechte ganz oder teilweise verzichten (§ 843 ZPO). Seit dem 1. Januar 2012 wird Kontopfändungsschutz für den Schuldner – abgesehen von der Generalklausel des § 765a ZPO – durch ein Pfändungsschutzkonto gewährt. Es ermöglicht im Falle einer Kontopfändung dem Schuldner die Verfügung über den monatlichen pfändungsfreien Betrag und dient der Umsetzung des Sozialstaatsgebots, also der Sicherung des soziokulturellen Existenzminimums.

## Gebühren
Bei Kontopfändungen dürfen die Kreditinstitute trotz des hohen Arbeitsaufwandes keine Gebühren erheben, da es sich um die Erfüllung einer gesetzlichen Pflicht handelt und keine besondere Dienstleistung erbracht wird. Das gilt sowohl für die Bearbeitung als auch die Überwachung von Pfändungsmaßnahmen.

## Statistik
In Deutschland gibt es pro Monat ca. 300.000 bis 350.000 Kontenpfändungen. Das Amtsgericht München registrierte im Jahr 2014 insgesamt 24.806 Anträge auf Erlass eines Pfändungs- und Überweisungsbeschlusses. Das Statistische Bundesamt gibt für das Jahr 2018 deutschlandweit 17 erledigte Verfahren über eine vorläufige Kontenpfändung bei grenzüberschreitenden Rechtssachen nach der EuKPfVO an.
Bei der Postbank AG hat sich beispielsweise der tägliche Eingang von Kontopfändungen von ca. 950 (2004) auf ca. 1.300 (2008) erhöht. Diese hat eine Zentralisierung der Bearbeitung in Dortmund vorgenommen, wo 170 Beschäftigte ausschließlich mit der Kontopfändung befasst sind und auch Zusatzaufwand in den Filialen verursachen (Weiterleitung, Kundengespräche). Dabei stellte sich heraus, dass 80 bis 85 % der Pfändungen nicht bedient werden können, wobei der Anteil der öffentlichen Forderungen bei über 50 % liegt.